# Aforia hypomela
Aforia hypomela é uma espécie de gastrópode do gênero Aforia, pertencente a família Cochlespiridae.